# دبابة مارك الرابعة
دبابة مارك الرابعة (بالإنجليزية: Mark IV tank)‏ هي دبابة بريطانية من الحرب العالمية الأولى وعرضت في عام 1917.

## معرض صور

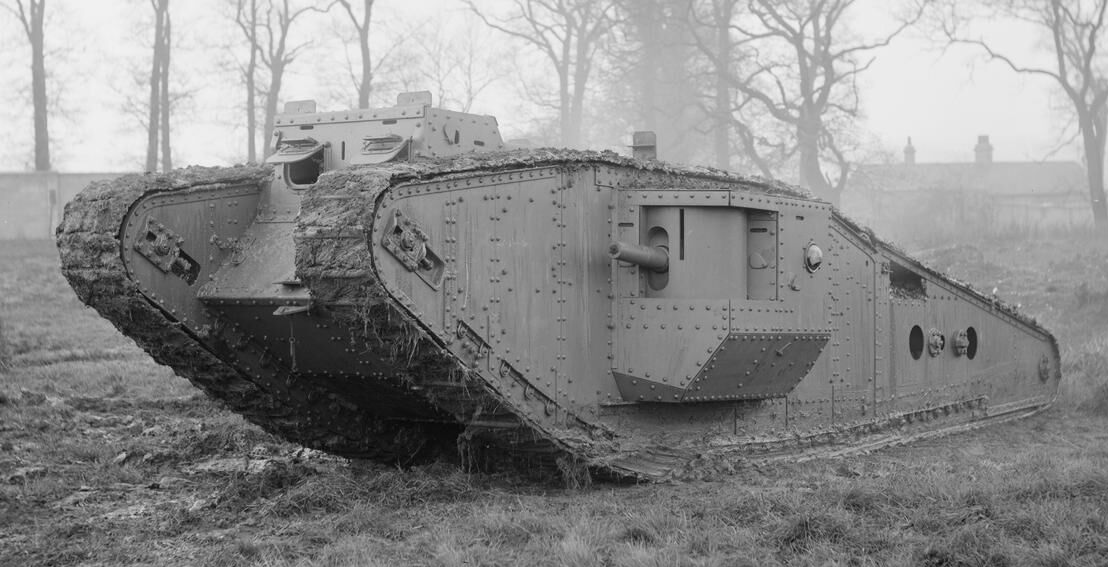
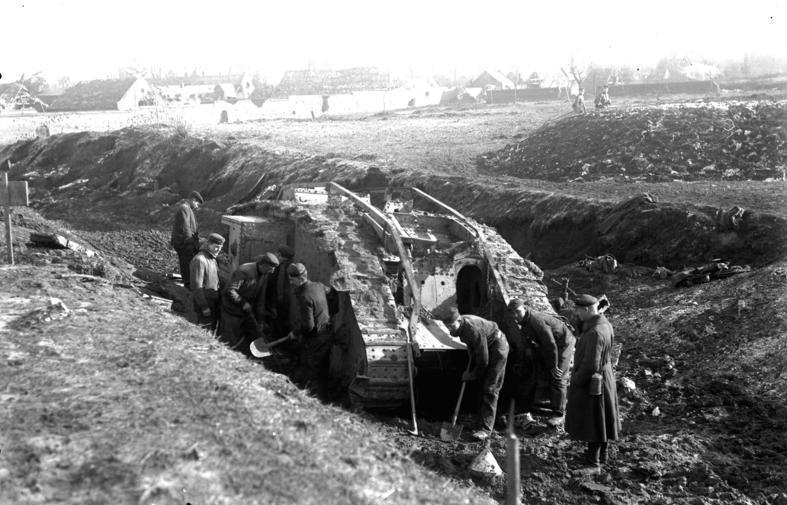
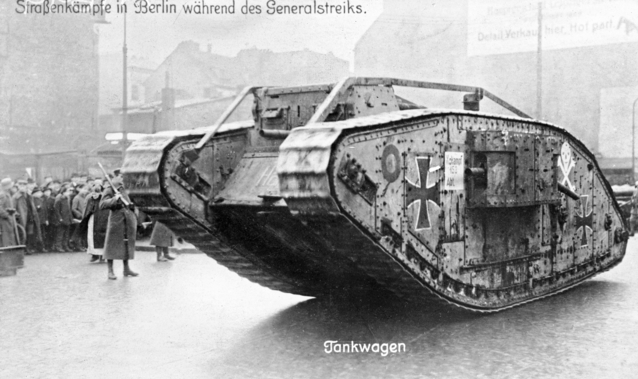
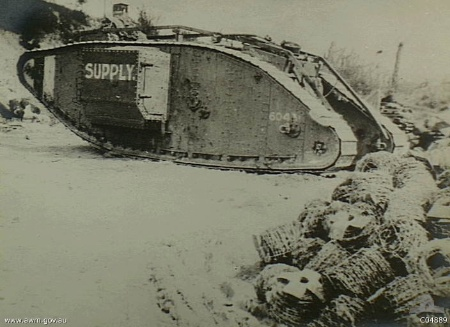